# Karim El-Kerem
Karim Javier El-Kerem Antón (New York, 2 novembre 1987) è un attore spagnolo.

## Biografia
Nato a New York da padre egiziano e da madre spagnola, El-Kerem debutta, nel 2008, con la serie spagnola di Antena 3 Fisica o chimica, interpretando Isaac Blasco, giovane amante della professoressa Irene Calvo, interpretata da Blanca Romero. Alla fine della seconda stagione lascia il telefilm, in seguito alla morte del suo personaggio. Nel 2010 è nelle sale cinematografiche con il film No habrá paz para los malvados, diretto da Enrique Urbizu.

## Filmografia

### Cinema
- El Discípulo, regia di Emilio Ruiz Barrachina (2009)
- No habrá paz para los malvados, regia di Enrique Urbizu (2010)

### Televisione
- Fisica o chimica (Física o Química) - serie TV, 22 episodi (2008)
- La pecera de Eva - serie TV, episodio 3x10 (2010)
- La reina del sur - serie TV (2010)

## Programmi televisivi
- Pasapalabra (2009)